# Stefan Hryniewiecki
Stefan Nikodem Hryniewiecki (ur. 22 grudnia 1890) – major piechoty Wojska Polskiego.

## Życiorys
Do Wojska Polskiego został przyjęty z byłych Korpusów Wschodnich i byłej armii rosyjskiej. Służył w 45 pułku piechoty w Równem. 26 lutego 1925 został przeniesiony do Korpusu Ochrony Pogranicza. 12 kwietnia 1927 został mianowany majorem ze starszeństwem z 1 stycznia 1927 i 34. lokatą w korpusie oficerów piechoty. W listopadzie 1927 został przeniesiony z KOP do 73 pułku piechoty w Katowicach na stanowisko dowódcy III batalionu. W styczniu 1931 został przeniesiony do 55 pułku piechoty w Lesznie na stanowisko kwatermistrza. W 1938 był już w stanie spoczynku.

## Ordery i odznaczenia
- Krzyż Walecznych dwukrotnie[12]
- Złoty Krzyż Zasługi – 1938 „za całokształt zasług w służbie wojskowej”[11]